# Pantelej Dimitrov
Pantelej K. Dimitrov (bolgárul: Пантьлей К. Димитров; 1940. november 2. – 2001. június 23.) bolgár válogatott labdarúgó.
A bolgár válogatott tagjaként részt vett az 1962-es világbajnokságon.